# Je n'ai jamais pleuré
Singles de Johnny Hallyday
L'Instinct / Pense à moi
(2003) Tout au bout de nos peines
(2004)
Clip vidéo
[vidéo] « Je n'ai jamais pleuré », sur YouTube
Je n'ai jamais pleuré est une chanson de Johnny Hallyday issue de son album de 2002 À la vie, à la mort.
En octobre 2003 la chanson est sortie en single et s'est classée à la 4e position des ventes en France.

## Développement et composition
La chanson a été écrite par Marc Lavoine, Jean-François Berger et Marc Esposito. L'enregistrement a été produit par Pierre Jaconelli.

## Liste des pistes
Single CD — 28 octobre 2003, Mercury 981 044-1 (UMG)
1. Je n'ai jamais pleuré (4:07)
2. Personne d'autre (4:17)[1]

## Classements
| Classement (2003—2004)                  | Meilleure position |
| --------------------------------------- | ------------------ |
| Belgique (Wallonie Ultratop 50 Singles) | 4                  |
| France (SNEP)                           | 4                  |
| Suisse (Schweizer Hitparade)            | 38                 |